# Grand icosaèdre tronqué
En géométrie, le grand icosaèdre tronqué est un polyèdre uniforme non-convexe, indexé sous le nom U55.
Ce polyèdre est la troncature du grand icosaèdre.

## Coordonnées cartésiennes
Les coordonnées cartésiennes pour les sommets d'un grand icosaèdre tronqué centré à l'origine sont toutes les permutations paires de
(±1, 0, ±3/τ)
(±2, ±1/τ, ±1/τ3)
(±(1+1/τ2), ±1, ±2/τ)
où τ = (1+√5)/2 est le nombre d'or (quelquefois écrit φ).
En utilisant 1/τ² = 1 − 1/τ, on vérifie que tous les sommets sont sur une sphère, centrée à l'origine, avec le rayon élevé au carré égal à 10−9/τ. L'arête est de longueur 2.